# Héctor Augusto González
Héctor Augusto González Guzmán (Baruta, 11 aprile 1977) è un ex calciatore venezuelano, di ruolo centrocampista.

## Carriera

### Club
Soprannominato El Turbo, debutta nel Mineros de Guayana all'età di 20 anni; gioca dal 2002 al 2004 in Argentina, in squadre minori come l'Olimpo de Bahía Blanca e il Quilmes Atlético Club, trasferendosi poi nel 2005 al Deportivo Cuenca in Ecuador. Dal 2007 al 2009 gioca a Cipro, nell'AEK Larnaca.

### Nazionale
Con la Nazionale di calcio venezuelana ha giocato 51 partite tra il 2001 e il 2007.